# Independent Spirit John Cassavetes
L'Independent Spirit John Cassavetes (en anglès Independent Spirit John Cassavetes Award) és el Premi Independent Spirit que es concedeix anualment a l'equip creatiu d'una pel·lícula amb un pressupost inferior a 500.000$. Porta el nom de l'actor, guionista i director John Cassavetes, pioner del cinema independent estatunidenc.
Durant el primer any, el premi va ser atorgat a una pel·lícula d'un director novell que comptava amb un pressupost inferior a 500.000 dòlars, i les que tenien un pressupost superior aspiraven al premi Independent Spirit a la millor primera pel·lícula. El 2001, el premi ja va ser atorgat als llargmetratges pressupostats per sota els 500.000 dòlars, independentment de quantes pel·lícules hagués fet el director.

## Guanyadors i nominats
La pel·lícula guanyadora de cada any es mostra sobre fons blau:

### Dècada del 1990
| Any  | Títol                   | Equip                                                                          |
| ---- | ----------------------- | ------------------------------------------------------------------------------ |
| 1999 | The Blair Witch Project | Daniel Myrick i Eduardo Sanchez, direcció; Gregg Hale i Robin Cowie, producció |
| 1999 | La ciudad               | David Riker, direcció i producció; Paul S. Mezey, producció                    |
| 1999 | Compensation            | Zeinabu irene Davis, direcció i producció; Marc Arthur Chery, producció        |
| 1999 | Judy Berlin             | Eric Mendelsohn, direcció; Rocco Caruso, producció                             |
| 1999 | Treasure Island         | Scott King, direcció; Adrienne Gruben, producció                               |

### Dècada del 2000
| Any  | Títol                        | Equip |
| ---- | ---------------------------- | --- |
| 2000 | Chuck & Buck                 | Miguel Arteta, direcció; Matthew Greenfield, producció; Mike White, guió                                               |
| 2000 | Bunny                        | Mia Trachinger, direcció/guió/producció; Rebecca Sonnenshine, producció                                                |
| 2000 | Everything Put Together      | Marc Forster, direcció/guió; Adam Forgash, guió; Sean Furst i Catherine Lloyd Burns, producció                         |
| 2000 | Groove                       | Greg Harrison, direcció/guió; Danielle Renfrew, producció                                                              |
| 2000 | Our Song                     | Jim McKay, direcció/guió/producció; Paul S. Mezey i Diana E. Williams, producció                                       |
| 2001 | Jackpot                      | Michael Polish, guió/direcció; Mark Polish, guió/producció                                                             |
| 2001 | Acts of Worship              | Rosemary Rodriguez, guió/direcció/producció; Nadia Leonelli i Fredrick Sundwall, producció;                            |
| 2001 | Kaaterskill Falls            | Josh Apter i Peter Olsen, direcció/guió/producció; Hilary Howard, Anthony Leslie i Mitchell Riggs, guió                |
| 2001 | Punks                        | Patrik-Ian Polk, direcció/guió/producció; Tracey E. Edmonds i Michael McQuarn, producció                               |
| 2001 | Virgil Bliss                 | Joe Maggio, direcció/guió/producció; John Maggio, producció                                                            |
| 2002 | Personal Velocity            | Rebecca Miller, guió/direcció; Lemore Syvan, Alexis Alexanian, i Gary Winick, producció                                |
| 2002 | Charlotte Sometimes          | Eric Byler, direcció/guió/producció; Marc Ambrose, producció                                                           |
| 2002 | Dahmer                       | David Jacobson, direcció i guió; Larry Rattner, producció                                                              |
| 2002 | ivans Xtc.                   | Bernard Rose, direcció i guió; Lisa Enos, guió/producció                                                               |
| 2003 | The Station Agent            | Thomas McCarthy, guió/direcció; Mary Jane Skalski, Robert May, i Kathryn Tucker, producció                             |
| 2003 | Anne B. Real                 | Lisa France, direcció i guió; Antonio Macia, guió; Josselyne Herman Saccio, Luis Moro i Jeanine Rohn, producció        |
| 2003 | Better Luck Tomorrow         | Justin Lin, direcció/guió/producció; Ernesto M. Foronda, guió/producció; Fabian Marquez, guió; Julie Asato, producció  |
| 2003 | Pieces of April              | Peter Hedges, direcció i guió; Alexis Alexanian, producció; John S. Lyons i Gary Winick, producció;                    |
| 2003 | Virgin                       | Deborah Kampmeier, direcció i guió; Sarah Schenck, producció                                                           |
| 2004 | Mean Creek                   | Jacob Aaron Estes, guió/direcció; Hagai Shaham, Rick Rosenthal, i Susan Johnson, producció                             |
| 2004 | Down to the Bone             | Debra Granik, direcció i guió; Richard Lieske, guió; Anne Rosellini i Susan Leber, producció                           |
| 2004 | On the Outs                  | Lori Silverbush, direcció/guió/producció; Michael Skolnik, direcció/producció                                          |
| 2004 | Robbing Peter                | Mario F. de la Vega, direcció/guió/producció; Lisa Y. Garibay i T. Todd Flinchum, producció                            |
| 2004 | Unknown Soldier              | Ferenc Toth, direcció/guió/producció; Sean Bachrodt, Seth Eisman i Chachi Senior, producció                            |
| 2005 | Conventioneers               | Mora Stephens, guió/direcció; Joel Viertel, guió/producció                                                             |
| 2005 | Brick                        | Rian Johnson, direcció i guió; Ram Bergman i Mark Mathis, producció                                                    |
| 2005 | Jellysmoke                   | Mark Banning, direcció/guió/producció; Cliff Charles i Mad Matthewz, producció                                         |
| 2005 | Room                         | Kyle Henry, direcció i guió; Jesse Scolaro, Allen Bain i Darren Goldberg, producció                                    |
| 2005 | The Puffy Chair              | Jay Duplass, direcció i guió; Mark Duplass, guió/producció                                                             |
| 2006 | Quinceañera                  | |
| 2006 | Chalk                        | Mike Akel, direcció/guió/producció; Chris Mass, guió/producció; Angie Alvarez i Graham Davidson, producció             |
| 2006 | Four Eyed Monsters           | Arin Crumley i Susan Buice, direcció/guió/producció                                                                    |
| 2006 | Old Joy                      | Kelly Reichardt, direcció i guió; Jon Raymond, guió; Lars Knudsen, Jay Van Hoy, Anish Savjani i Neil Kopp, producció   |
| 2006 | 12 and Holding               | Michael Cuesta, direcció/producció; Anthony S. Cipriano, guió; Leslie Urdang, Brian Bell i Jenny Schweitzer, producció |
| 2007 | August Evening               | Chris Eska, guió/direcció; Connie Hill i Jason Wehling, producció                                                      |
| 2007 | Owl and the Sparrow          | Stephane Gauger, direcció/guió/producció; Nguyen Van Quan i Doan Nhat Nam, producció                                   |
| 2007 | Quiet City                   | Aaron Katz, direcció i guió; Erin Fisher i Cris Lankenau, guió; Brendan McFadden i Ben Stambler, producció             |
| 2007 | Shotgun Stories              | Jeff Nichols, direcció/guió/producció; David Gordon Green i Lisa Muskat, producció                                     |
| 2007 | The Pool                     | Chris Smith, direcció i guió; Randy Russell, guió; Kate Noble, producció                                               |
| 2008 | In Search of a Midnight Kiss | Alex Holdridge, guió/direcció; Seth Caplan i Scoot McNairy, producció                                                  |
| 2008 | Prince of Broadway           | Sean Baker, direcció i guió; Darren Dean, guió/producció                                                               |
| 2008 | Take Out                     | Sean Baker i Shih-Ching Tsou, direcció/guió/producció                                                                  |
| 2008 | The Signal                   | Jacob Gentry, direcció/guió/producció; David Bruckner i Dan Bush, direcció i guió; Alexander Motlagh, producció        |
| 2008 | Turn the River               | Chris Eigeman, direcció i guió; Ami Armstrong, producció                                                               |
| 2009 | Humpday                      | Lynn Shelton, guió/direcció; Steven Schardt i Jennifer Maas, producció                                                 |
| 2009 | Big Fan                      | Robert Siegel, direcció i guió; Jean Kouremetis i Elan Bogarin, producció                                              |
| 2009 | The New Year Parade          | Tom Quinn, direcció/guió/producció; Steve Beal, producció                                                              |
| 2009 | Treeless Mountain            | So Yong Kim, direcció/guió/producció; Bradley Rust Gray, Ben Howe, Lars Knudsen i Jay Van Hoy, producció               |
| 2009 | Zero Bridge                  | Tariq Tapa, direcció/guió/producció; Hilal Ahmed Langoo i Josée Lajoie, producció                                      |

### Dècada del 2010
| Any  | Títol                 | Equip |
| ---- | --------------------- | --- |
| 2010 | Daddy Longlegs        | Ben Safdie i Joshua Safdie, guionistes/direcció; Casey Neistat i Tom Scott, producció                                                            |
| 2010 | Lbs.                  | Matthew Bonifacio, guió/direcció/producció; Carmine Famiglietti, guió/producció                                                                  |
| 2010 | Lovers of Hate        | Bryan Poyser, guió/direcció; Megan Gilbride, producció                                                                                           |
| 2010 | Obselidia             | Diane Bell, guió/direcció; Chris Byrne i Matthew Medlin, producció                                                                               |
| 2010 | The Exploding Girl    | Bradley Rust Gray, guió/direcció; Karin Chien, Ben Howe i So Yong Kim, producció                                                                 |
| 2011 | Pariah                | Dee Rees, guió/direcció, Nekisa Cooper, producció                                                                                                |
| 2011 | Bellflower            | Evan Glodell, guió/direcció/producció; Vincent Grashaw, producció                                                                                |
| 2011 | Circumstance          | Maryam Keshavarz, guió/direcció/producció; Melissa Lee i Karin Chien, producció                                                                  |
| 2011 | Hello Lonesome        | Adam Reid, guió/direcció/producció |
| 2011 | The Dynamiter         | Matthew Gordon, direcció/producció; Brad Inglesby, guió; Kevin Abrams, Mike Jones, Nate Tuck, Amile Wilson, Art Jones i Merrilee Holt, producció |
| 2012 | Middle of Nowhere     | Ava DuVernay, guió/direcció, Paul Garnes i Howard Barish, producció                                                                              |
| 2012 | Breakfast with Curtis | Laura Colella, direcció |
| 2012 | Mosquita y Mari       | Aurora Guerrero, direcció |
| 2012 | Starlet               | Sean Baker, direcció |
| 2012 | The Color Wheel       | Alex Ross Perry, direcció |
| 2013 | Computer Chess        | Andrew Bujalski, guió/direcció |
| 2013 | Crystal Fairy         | Sebastián Silva, guió/direcció |
| 2013 | Museum Hours          | Jem Cohen, guió/direcció |
| 2013 | Pit Stop              | Yen Tan, guió/direcció; David Lowery, guió |
| 2013 | This is Martin Bonner | Chad Hartigan, guió/direcció |